# Indoleon tacitus
Indoleon tacitus är en insektsart som först beskrevs av Walker 1853.  Indoleon tacitus ingår i släktet Indoleon och familjen myrlejonsländor. Utöver nominatformen finns också underarten I. t. sinicus.